# 伍德伯里 (康乃狄克州)
伍德伯里（英語：Woodbury）是一個位於美國康乃狄克州利奇菲爾德縣的城鎮。

## 地理
伍德伯里的座標為41°33′43″N 73°12′34″W / 41.56194°N 73.20944°W，而該地的平均海拔高度為74米（即243英尺）。

## 人口
根據2010年美國人口普查的數據，伍德伯里的面積為95.10平方千米，當中陸地面積為94.40平方千米，而水域面積為0.70平方千米。當地共有人口9,975人，而人口密度為每平方千米104人。